# Cyprian Ekwensi
Cyprian Ekwensi, född 26 september 1921 i Minna, död 4 november 2007, var en nigeriansk författare.
Ekwensi reste till London efter en avslutad apotekarutbildning i Nigeria. Där fortsatte han sin farmaceututbildning vid London University och lärde sig radioproduktion vid BBC. Han har skrivit filmmanuskript, romaner och noveller.